# Pniaczki
Pniaczki – wąwóz w Karlinie (dzielnica Zawiercia) w województwie śląskim, w powiecie zawierciańskim. Pod względem geograficznym znajduje się na Wyżynie Częstochowskiej będącej częścią Wyżyny Krakowsko-Częstochowskiej.
Wąwóz Pniaczki znajduje się w lesie na południowych krańcach Karlina. Po jego południowo-wschodniej stronie prowadzi droga leśna. W porośniętym lasem wzniesieniu po północno-zachodniej stronie wąwozu jest kilka skał, na których uprawiana jest wspinaczka skalna. Są to skały: Lemur, Małe Jajo, Duże Jajo, Trzecie Jajo i Karlin.